# Andreas Jungherr
Andreas Jungherr (* 1981 in Frankfurt am Main) ist ein deutscher Politik- und Kommunikationswissenschaftler. Er ist Professor für Politikwissenschaft, insbesondere Digitale Transformation an der Otto-Friedrich-Universität Bamberg. Gleichzeitig ist Jungherr Mitglied des Direktoriums des Bayerischen Forschungsinstituts für Digitale Transformation (bidt). Jungherrs Arbeiten befassen sich mit den Auswirkungen Künstlicher Intelligenz und Digitalisierung auf Gesellschaft und Politik. Dabei hat er unter anderem zu den folgenden Themen veröffentlicht: Nutzung und Wirkung von Künstlicher Intelligenz in Demokratie und Öffentlichkeit, digitale Strukturveränderung von Öffentlichkeit, politische Beteiligung, politische Kommunikation und Wahlkämpfe. In seinen Arbeiten verwendet Jungherr unter anderem Methoden der Computational Social Science, deren Potentiale und Grenzen für die sozialwissenschaftliche Forschung er in seinen Veröffentlichungen testet und kritisch diskutiert.

## Leben
Andreas Jungherr wurde in Frankfurt am Main geboren, wuchs aber in Bad Homburg vor der Höhe auf, wo er 2001 am Kaiserin-Friedrich-Gymnasium das Abitur ablegte. Zwischen 2001 und 2009 studierte Jungherr Politikwissenschaft, Amerikanistik und Geschichte an der Johannes Gutenberg-Universität Mainz. Im Jahre 2014 wurde Jungherr mit seiner Arbeit The Use of Twitter in the Analysis of Political Phenomena an der Otto-Friedrich-Universität Bamberg von Harald Schoen promoviert. Diese Arbeit erhielt 2015 den Dissertationspreis der Sektion Information Technology and Politics der American Political Science Association und wurde 2015 unter dem Titel Analyzing Political Communication with Digital Trace Data bei Springer veröffentlicht.
Von 2009 bis 2014 arbeitete Jungherr als wissenschaftlicher Mitarbeiter am Lehrstuhl für Politikwissenschaft, insbesondere Politische Soziologie an der Otto-Friedrich-Universität Bamberg. Von 2014 bis 2016 arbeitete er als wissenschaftlicher Mitarbeiter an der Professur Politische Wissenschaft, Politische Psychologie an der Universität Mannheim. Von 2016 bis 2020 war Jungherr Juniorprofessor für Social Science Data Collection and Analysis am Fachbereich Politik- und Verwaltungswissenschaft der Universität Konstanz. Von 2018 bis 2019 war Jungherr Gastprofessor am Institut für Politikwissenschaft der Universität Zürich.
Von 2020 bis 2021 arbeitete Jungherr als Professor für Kommunikationswissenschaft mit dem Schwerpunkt Digitalisierung und Öffentlichkeit an der Friedrich-Schiller-Universität Jena. Seit 2021 ist er als Professor an der Otto-Friedrich-Universität Bamberg tätig. Von 2021 bis 2023 war dort seine Denomination Professor für Politikwissenschaft, insbesondere Steuerung innovativer und komplexer technischer Systeme. Seit 2023 ist er in Bamberg unter der Denomination Professor für Politikwissenschaft, insbesondere Digitale Transformation tätig. Seit 2025 ist Jungherr Mitglied des Direktoriums des Bayerischen Forschungsinstituts für Digitale Transformation (bidt).

## Werk

### Künstliche Intelligenz
Jungherr untersucht die Rolle von Künstlicher Intelligenz (KI) in Demokratie, Öffentlichkeit und Wahlkampf.
In dem Aufsatz Artificial Intelligence and Democracy: A Conceptual Framework (2023) identifiziert Jungherr unterschiedliche Bereiche, in denen KI und Demokratie in Kontakt kommen: politische Selbstbestimmung, Gleichheit, Wahlen und der geopolitische Wettbewerb zwischen politischen Systemen. Auch wenn die Anwendung von KI in vielen Bereichen noch am Anfang stehe, seien dort bereits frühe Einflüsse festzustellen und erforderten kritische Begleitung und informierte Design-Entscheidungen. Hier komme der Sozialwissenschaft eine besondere Bedeutung zu, sich in den entsprechenden Debatten informiert einzubringen.
In Artificial Intelligence and the Public Arena (2023) zeigen Andreas Jungherr und Ralph Schroeder wie Künstliche Intelligenz zu einer Stärkung zentraler Akteure, Gatekeeper und Staaten in der Kontrolle von Öffentlichkeit führen kann. Aktuelle Ängste vor Desinformation könnten so zu einer unkritischen Akzeptanz zentraler Kontrollbestrebungen führen, die ungewollt zu einer Schwächung pluraler und kritischer Stimmen in der Öffentlichkeit führen.
Aktuell arbeitet Jungherr für Cambridge University Press an einem Buch über relevante sozialwissenschaftliche Ansätze und Befunde, die bei der Entwicklung und Implementierung von KI-basierten Systemen in politischen und gesellschaftlichen Kontexten wichtig sind.

### Digitalisierung in Gesellschaft und Politik

#### Retooling Politics: How Digital Media are Shaping Democracy
In dem Buch Retooling Politics: How Digital Media are Shaping Democracy (2020) diskutieren Jungherr und seine Co-Autoren Gonzalo Rivero und Daniel Gayo-Avello die Auswirkungen der Digitalisierung und digitaler Medien auf die Politik. Hierbei konzentrieren sich die Autoren auf die Bereiche: Struktur von Informationsräumen, Ansprache von Menschen durch politische Akteure, die Wirkung von Kommunikation, politische Koordination für Aktivismus oder Protest, politische Organisationen, die Rolle von Daten in der Politik und Auswirkungen auf Demokratie allgemein. Die Autoren betonen, dass es wichtig sei, um die Wirkung digitaler Medien auf Politik und Demokratie verlässlich einzuschätzen, genau hinzusehen und sich nicht von übertriebenen Erwartungen ablenken zu lassen:

„(...) digital media do not necessarily lead to transformative change, fundamentally changing the nature of politics or its power dynamics. Instead, we witness gradual change in various aspects of politics, such as the practices of individuals and organizations, the structures of organizations, and the emergence of new actors.“

Das Buch wurde in wissenschaftlichen Zeitschriften gut besprochen. So zog Regina Lawrence in ihrer Besprechung im International Journal of Press/Politics die Bilanz:

„Overall, "Retooling Politics" offers a simple and effective model for thinking systematically and cautiously about the effects of digital media on contemporary politics. It would be an excellent addition to advanced seminars in political communication. And it effectively primes the kinds of future research the authors want to see more of: That the fields of communication and political science combined "develop a sustained interest in communicative institutions, organizations, and practices" (p. 67) deeply grounded in decades of previous research from both fields and guided by a common sense and contingent model of the impacts of digital media.“

#### Digital Transformations of the Public Arena
In dem Buch Digital Transformations of the Public Arena (2021) diskutieren Andreas Jungherr und Ralph Schroeder die durch die Digitalisierung ausgelösten strukturellen Änderungen von Öffentlichkeit. Dabei verstehen sie die Public Arena als die Medieninfrastrukturen, die die Veröffentlichung, Verbreitung, den Empfang und die Anfechtung von Informationen ermöglichen und einschränken. Diese Infrastrukturen vermittelten dabei das Verhältnis zwischen Bürgern bzw. der Zivilgesellschaft einerseits und politischen Eliten bzw. dem Staat andererseits. Die Autoren zeigen in dem Buch auf wie die Digitalisierung Medieninfrastrukturen in China, Deutschland und den USA verändern und dadurch die Formen und Dynamiken von Diskursen und politischem Wettbewerb beeinflussen.

#### Digital Media in Politics and Society
In seiner öffentlichen Vorlesungsreihe Digital Media in Politics and Society (2022-) stellt Andreas Jungherr wichtige Konzepte, Befunde und Untersuchungsansätze der sozialwissenschaftlichen Arbeit zur Rolle digitaler Medien in Politik und Gesellschaft vor. Die Vorlesungsreihe wird durch einen Podcast begleitet und jährlich erweitert.

### Computational Social Science
In vielen empirischen Arbeiten nutzt Jungherr Methoden der Computational Social Science. Theocharis und Jungherr definieren Computational Social Science als

„(...) an interdisciplinary scientific field in which contributions develop and test theories or provide systematic descriptions of human, organizational, and institutional behavior through the use of computational methods and practices. On the most basic level, this can mean the use of standardized computational methods on well-structured datasets (e.g., applying an off-the-shelf dictionary to calculate how often specific words are used in hundreds of political speeches), or at more advanced levels the development or extensive modification of specific software solutions dedicated to solving analytically intensive problems (e.g., from developing dedicated software solutions for the automated collection and preparation of large unstructured datasets to writing code for performing simulations).“

In seiner Arbeit hat Jungherr die vielfältigen Erkenntnispotentiale für verschiedene Bereiche der Politik- und Kommunikationswissenschaft der Computational Social Science mit unterschiedlichen Datenquellen aufgezeigt:
- Event-Detection auf Basis von Aufmerksamkeitsverschiebungen auf digitalen Plattformen über Daten des Microblogging-Dienst Twitter.[19][20]
- Gegenseitige Abhängigkeit von Medienberichterstattung und Aktivität in digitalen Kommunikationsräumen über Daten des Microblogging-Dienst Twitter.[21]
- Öffentliche Meinung und politische Unterstützung über Daten des Microblogging-Dienst Twitter.[22][23][24]
- Politische Beteiligung über Daten der E-Petitionsplattform des deutschen Bundestags.[25][26]
- Politische Kommunikation in Wahlkämpfen über Daten des Diskussionsforums und News-Aggregator Reddit[27] und des Microblogging-Dienst Twitter.[28][29][30][31][32][33]
- Politischer Austausch und Gespräche über Daten des Diskussionsforums und News-Aggregator Reddit[34] und des Microblogging-Dienst Twitter.[35]
- Politischer Protest über Daten des Microblogging-Dienst Twitter.[36][37]

In verschiedenen Arbeiten hat Jungherr die Potentiale der Nutzung digitaler Spurendaten für die Sozialwissenschaft aufgezeigt. Gleichzeitig betont er aber auch die Herausforderungen der Arbeit mit diesem Datentyp. Digitale Spurendaten dokumentieren menschliches Verhalten auf digitalen Plattformen. Dadurch könne die Sozialwissenschaft objektive Informationen über dieses Verhalten gewinnen, das in der Untersuchung unterschiedlicher gesellschaftlicher Phänomene genutzt werden könne. Gleichzeitig führe der jeweilige datengenerierende Prozess der Dienste über die Spurendaten gesammelt werden dazu, dass unterschiedliche Phänomene oder Aspekte sichtbar würden, während andere unsichtbar blieben. In der Arbeit mit digitalen Spuren sei es daher wichtig, dass die Interpretation von Befunden auf Basis digitaler Spurendaten deren jeweiligen datengenerierenden Prozess berücksichtige. Zwei von Jungherr in diesem Kontext häufig gemachte Beispiele sind die Untersuchung öffentlicher Meinung oder die Prognose von Wahlen mit Hilfe von Twitter-Daten. Der datengenerierende Prozess von Twitter würde dazu führen, dass Aufmerksamkeit und Interessen von politisch aktiven Twitter-Nutzern auf der Plattform sichtbar werden. Diese Interessen könnten manchmal, aber eben nicht immer, mit politischen Einstellungen der Gesamtbevölkerung übereinstimmen. Für die Untersuchung der Interessen und Aufmerksamkeitsverschiebungen von aktiven Twitter-Nutzern seien Twitter-Daten also geeignet, nicht aber als Diagnose- oder Prognoseinstrumente für allgemeine politische Meinung oder Wahlergebnisse. Die valide Nutzung digitaler Spurendaten in der Sozialwissenschaft hängt laut Jungherr also davon ab, ob Forschungsziele explizit vor dem Hintergrund der datengenerierenden Prozesse der jeweiligen digitalen Datenquelle formuliert werden und plausibel erscheinen.

### Politische Kampagnen und Wahlkampf
In verschiedenen Arbeiten untersucht Jungherr Formen, Praktiken und Wirkung von politischen Kampagnen und Wahlkampf.
In seinem Artikel Four Functions of Digital Tools in Election Campaigns: The German Case identifiziert Jungherr vier Funktionen, die digitale Medien in der politischen Kampagnenführung entwickeln können:
- Unterstützung und Schaffung von Strukturen und Routinen in der Organisation von Kampagnen,
- Sichtbarkeit in digitalen Kommunikationsumgebungen,
- Unterstützung in der Sammlung und Verwendung von Ressourcen,
- Symbol für die Kampagne.

Anhand dieses Untersuchungsrahmen lässt sich die Nutzung und der Einfluss digitaler Medien in politischen Kampagnen international und über die Zeit vergleichen.
In einer Arbeit zu datengestützten Methoden in Wahlkämpfen in den USA und Deutschland zeigt Jungherr grundlegende Unterschiede in der Nutzung und den Potentialen dieses Instruments zwischen den Ländern fest. In den USA würden datengestützte Methoden sowohl zur gezielten Ansprache von Wählern, der Evaluation eigener Kampagnenaktivitäten und der rhetorischen Darstellung der Kampagnen genutzt. In Deutschland hingegen führe das restriktivere Datenschutzrecht und die geringere Verfügbarkeit von Daten über Wähler und ihr politisches Verhalten dazu, dass hier datengestützte Verfahren die größte Rolle in der rhetorischen Darstellung von Kampagnen hätten. Ihre tatsächliche Nutzung und Wirkung auf das Wahlergebnis seien bisher intransparent.
Mit Pascal Jürgens untersuchte Jungherr die Nutzung von Twitter in Unterstützung der Proteste gegen das umstrittene Infrastrukturprojekt Stuttgart 21. Dabei zeigten die Autoren, dass der Microblogging-Dienst durch Aktivisten zwar zur taktischen und operativen Unterstützung der Proteste vor Ort genutzt wurde, dass aber die meisten Tweets in Bezug auf den Protest für die weite und schnelle Verbreitung von Informationen über die Ereignisse vor Ort und symbolische Unterstützung durch Nutzer verwendet wurden, die nicht direkt an den Protesten vor Ort teilnahmen. Twitter-Nutzung habe für Proteste also sowohl eine operative Bedeutung als auch eine symbolische, die Reichweite über die Gruppe der direkt Betroffenen ermögliche.
Neben Arbeiten zur Nutzung digitaler Werkzeuge von Kampagnen hat Jungherr auch die Wirkung politischer Kommunikation untersucht. Hier zeigte er in einer Studie mit Alexander Wuttke, Matthias Mader und Harald Schoen durch eine Reihe von Experimenten, dass durch Interessengruppen versendete Informationsbriefe Empfänger von ihrer Botschaft überzeugen konnten. Dieser Befund weicht von der in der politischen Kommunikationsforschung vorherrschenden Meinung ab, dass Kommunikation durch Parteien oder Spitzenpolitiker kaum Überzeugungswirkung entfalten würden, da bereits bestehende Voreinstellungen gegenüber den Sendern der Information zu einer Abwertung entsprechende Botschaften führen sollten. Die Studie von Jungherr und Kollegen zeigt, dass dies im Fall von Interessengruppen nicht passiert. Als Folge funktioniere politische Kommunikation durch nicht-traditionelle Sender anders als die durch Parteien und müsse gezielt untersucht werden.

## Schriften (Auswahl)

### Monographien
- mit Ralph Schroeder: Digital Transformations of the Public Arena. Cambridge University Press, New York 2021, ISBN 978-1-009-06554-2, doi:10.1017/9781009064484.
- mit Gonzalo Rivero, Daniel Gayo-Avello: Retooling Politics: How Digital Media are Shaping Democracy. Cambridge University Press, New York 2020, ISBN 978-1-108-41940-6, doi:10.1017/9781108297820.
- Analyzing Political Communication with Digital Trace Data: The Role of Twitter Messages in Social Science Research. Springer, Cham 2015, ISBN 978-3-319-20318-8, doi:10.1007/978-3-319-20319-5.
- mit Harald Schoen: Das Internet in Wahlkämpfen: Konzepte, Wirkungen und Kampagnenfunktionen. Springer VS, Wiesbaden 2013, ISBN 978-3-658-01011-9, doi:10.1007/978-3-658-01012-6.

### Zeitschriftenaufsätze
- mit Ralph Schroeder: Artificial intelligence and the public arena. In: Communication Theory. Band 33, Nr. 2–3, 2023, doi:10.1093/ct/qtad006, S. 164–173.
- Artificial intelligence and democracy: A conceptual framework. In: Social Media + Society. Band 9, Nr. 3, 2013, doi:10.1177/20563051231186353, S. 1–14.
- mit Damien Schlarb: The extended reach of game engine companies: How companies like Epic Games and Unity Technologies provide platforms for extended reality applications and the metaversen. In: Social Media + Society. Band 8, Nr. 2, 2022, doi:10.1177/20563051221107641, S. 1–12.
- mit Oliver Posegga, Jisun An: Populist Supporters on Reddit: A Comparison of Content and Behavioral Patterns Within Publics of Supporters of Donald Trump and Hillary Clinton. In: Social Science Computer Review. Band 40, Nr. 3, 2022, doi:10.1177/0894439321996130, S. 809–830.
- mit Ankit Kariryaa, Simon Rundé, Hendrik Heuer, Johannes Schöning: The role of flag emoji in online political communication. In: Social Science Computer Review. Band 40, Nr. 2, 2022, doi:10.1177/0894439320909085, S. 367–387.
- mit Alexander Wuttke, Matthias Mader, Harald Schoen: A source like any other? Field and survey experiment evidence on how interest groups shape public opinion. In: Journal of Communication. Band 71, Nr. 2, 2021, doi:10.1093/joc/jqab005, S. 276–304.
- mit Yannis Theocharis: Computational Social Science and the Study of Political Communication. In: Political Communication. Band 38, Nr. 1–2, 2021, doi:10.1080/10584609.2020.1833121, S. 1–22.
- mit Ralph Schroeder: Disinformation and the Structural Transformations of the Public Arena: Addressing the Actual Challenges to Democracy. In: Social Media + Society. Band 7, Nr. 1, 2021, doi:10.1177/2056305121988928, S. 1–13.
- mit Alexander Wuttke, Harald Schoen: More than opinion expression: Secondary effects of intraparty referendums on party members In: Party Politics. Band 25, Nr. 6, 2019, doi:10.1177/1354068817745729, S. 817–827.
- mit Ralph Schroeder, Sebastian Stier: Digital Media and the Surge of Political Outsiders: Explaining the Success of Political Challengers in the US, Germany and China In: Social Media + Society. Band 5, Nr. 3, 2019, doi:10.1177/2056305119875439, S. 1–12.
- mit Oliver Posegga, Jisun An: Discursive Power in Contemporary Media Systems: A Comparative Framework. In: The International Journal of Press/Politics. Band 24, Nr. 4, 2019, doi:10.1177/1940161219841543, S. 404–425.
- mit Matthias Mader, Harald Schoen, Alexander Wuttke: Context-driven attitude formation: The difference between supporting free trade in the abstract and supporting specific trade agreements. In: Review of International Political Economy. Band 25, Nr. 2, 2018, doi:10.1080/09692290.2018.1431956, S. 215–242.
- Das Internet in der politischen Kommunikation: Forschungsstand und Perspektiven. In: Politische Vierteljahresschrift. Band 58, Nr. 2, 2017, doi:10.5771/0032-3470-2017-2-284, S. 285–316.
- mit Yannis Theocharis: The Empiricist’s Challenge: Asking Meaningful Questions in Political Science in the Age of Big Data. In: Journal of Information Technology & Politics. Band 14, Nr. 2, 2017, doi:10.1080/19331681.2017.1312187, S. 97–109.
- mit Harald Schoen, Oliver Posegga, Pascal Jürgens: Digital Trace Data in the Study of Public Opinion: An Indicator of Attention Toward Politics Rather Than Political Support. In: Social Science Computer Review. Band 35, Nr. 3, 2017, doi:10.1177/0894439316631043, S. 336–356.
- Datengestützte Verfahren im Wahlkampf. In: ZPB Zeitschrift für Politikberatung. Band 8, Nr. 1, 2016, doi:10.5771/1865-4789-2016-1-3, S. 3–14. (online).
- Four Functions of Digital Tools in Election Campaigns: The German Case. In: The International Journal of Press/Politics. Band 21, Nr. 3, 2016, doi:10.1177/1940161216642597, S. 358–377.
- Twitter Use in Election Campaigns: A Systematic Literature Review. In: Journal of Information Technology & Politics. Band 13, Nr. 1) 2016, doi:10.1080/19331681.2015.1132401, S. 72–91.
- mit Harald Schoen, Pascal Jürgens: The mediation of politics through Twitter: An analysis of messages posted during the campaign for the German federal election 2013. In: Journal of Computer-Mediated Communication. Band 21, Nr. 1, 2016, doi:10.1111/jcc4.12143, S. 50–68.
- mit Pascal Jürgens: The Use of Twitter During the 2009 German National Election. In: German Politics. Band 24, Nr. 4, 2015, doi:10.1080/09644008.2015.1116522, S. 469–490.
- The logic of political coverage on Twitter: Temporal dynamics and content. In: Journal of Communication. Band 64, Nr. 2, 2014, doi:10.1111/jcom.12087, S. 239–259.
- mit Pascal Jürgens: Through a glass, darkly: tactical support and symbolic association in Twitter messages commenting on Stuttgart 21. In: Social Science Computer Review. Band 32, Nr. 1, 2014, doi:10.1177/0894439313500022, S. 74–89.
- mit Pascal Jürgens: Forecasting the pulse: how deviations from regular patterns in online data can identify offline phenomena. In: Internet Research. Band 23, Nr. 5, 2013, doi:10.1108/IntR-06-2012-0115, S. 589–607.
- mit Pascal Jürgens, Harald Schoen: Why the Pirate Party won the German election of 2009 or the trouble with predictions: a response to Tumasjan, A., Sprenger, T.O., Sander, P.G. & Welpe, I.M. ‘Predicting elections with Twitter: what 140 characters reveal about political sentiment’. In: Social Science Computer Review. Band 30, Nr. 2, 2012, doi:10.1177/0894439311404119, S. 229–234.
- Online campaigning in Germany: The CDU online campaign for the general election 2009 in Germany. In: German Politics. Band 21, Nr. 3, 2012, doi:10.1080/09644008.2012.716043, S. 317–340.
- The German federal election of 2009: The challenge of participatory cultures in political campaigns. In: Transformative Works and Cultures. Band 10, 2012, doi:10.3983/twc.2012.0310.
- mit Pascal Jürgens: E-Petitionen in Deutschland: Zwischen niedrigschwelligem Partizipationsangebot und quasi-plebiszitärer Nutzung. In: Zeitschrift für Parlamentsfragen. Jahrgang 2011, Nr. 3, 2011, doi:10.5771/0340-1758-2011-3-523, S. 521–534. (online).
- mit Pascal Jürgens: The political click: political participation through e-petitions in Germany. In: Policy & Internet. Band 2, Nr. 4, 2010, doi:10.2202/1944-2866.1084, S. 131–165.

### Buchkapitel
- Digital campaigning: How digital media change the work of parties and campaign organizations and impact elections. In: Jan Skopek (Hrsg.): Research Handbook Digital Sociology. Edward Elgar, Cheltenham 2023, doi:10.4337/9781789906769.00035 S. 446–462.
- mit Oliver Posegga: Computational Social Science. In: Sigrid Baringhorst, Norbert Kersting, Jörg Radtke (Hrsg.): Handbuch Digitalisierung und politische Beteiligung. Springer, Wiesbaden 2023, doi:10.1007/978-3-658-31480-4_54-1.
- Digitale Informationsumgebungen: Echokammern, Filterblasen, Fake News und Algorithmen. In: Sigrid Baringhorst, Norbert Kersting, Jörg Radtke (Hrsg.): Handbuch Digitalisierung und politische Beteiligung. Springer, Wiesbaden 2023, doi:10.1007/978-3-658-31480-4_34-1.
- Kommunikation auf Sozialen Netzwerkplattformen. In: Thorsten Faas, Oscar W. Gabriel, Jürgen Maier (Hrsg.): Einstellungs- und Verhaltensforschung: Handbuch für Wissenschaft und Studium. Nomos, Baden-Baden 2020, doi:10.5771/9783845264899-184 S. 184–206.
- mit Jisun An, Haewoon Kwak, Oliver Posegga: Political discussions in homogeneous and cross-cutting communication spaces: Interaction patterns and linguistic strategies on Reddit. In: ICWSM 2019: Proceedings of the 13th International AAAI Conference on Web and Social Media. Association for the Advancement of Artificial Intelligence (AAAI), Menlo Park 2019, S. 68–79. (online).
- mit Oliver Posegga: Characterizing Political Talk on Twitter: A Comparison Between Public Agenda, Media Agendas, and the Twitter Agenda with Regard to Topics and Dynamics. In: HICSS 52: Proceedings of the 52nd Hawaii International Conference on System Sciences. Scholarspace, University of Hawaii at Manoa 2019, doi:10.24251/HICSS.2019.312, S. 2590–2599.
- Normalizing Digital Trace Data. In: Natalie Jomini Stroud, Shannon McGregor (Hrsg.): Digital Discussions: How Big Data Informs Political Communication. Routledge, New York 2019, doi:10.4324/9781351209434-2, S. 9–35.
- mit Pascal Jürgens, Harald Schoen: Twitter-Daten in der Wahlkampfforschung: Datensammlung, Aufarbeitung und Analysebeispiele. In: Andreas Blätte, Joachim Behnke, Kai-Uwe Schnapp, Claudius Wagemann (Hrsg.): Computational Social Science: Die Analyse von Big Data. Nomos-Verlag, Baden-Baden, 2018 doi:10.5771/9783845286556-255, S. 255–294.
- mit Pascal Jürgens: Twitter-Nutzung in den Bundestagswahlkämpfen 2009 und 2013 im Vergleich. In: Jens Tenscher, Uta Rußmann (Hrsg.): Vergleichende Wahlkampfforschung: Studien anlässlich der Wahlen in Deutschland. Springer VS, Wiesbaden 2016, doi:10.1007/978-3-658-12977-4_8, S. 155–174.
- mit Pascal Jürgens: Stuttgart’s Black Thursday on Twitter: Mapping Political Protests with Social Media Data. In: Rachel Gibson, Marta Cantijoch, Stephen Ward (Hrsg.): Analyzing Social Media Data and Web Networks. Palgrave Macmillan, New York 2014, doi:10.1057/9781137276773_7, S. 154–196.
- mit Pascal Jürgens, Harald Schoen: Small Worlds with a Difference: New Gatekeepers and the Filtering of Political Information on Twitter. In: WebSci ’11: Proceedings of the 3rd International Web Science Conference. ACM, New York 2011, doi:10.1145/2527031.2527034, S. 1–5.
- mit Pascal Jürgens: Wahlkampf vom Sofa aus: Twitter im Bundestagswahlkampf 2009. In: Eva Johanna Schweitzer, Steffen Albrecht (Hrsg.): Das Internet im Wahlkampf: Analysen zur Bundestagswahl 2009. VS Verlag für Sozialwissenschaft, Wiesbaden 2011, doi:10.1007/978-3-531-92853-1_8, S. 201–225.
- Twitternde Politiker: Zwischen buntem Rauschen und Bürgernähe 2.0. In: Christoph Bieber, Martin Eifert, Thomas Groß, Jörn Lamla (Hrsg.): Soziale Netze in der digitalen Welt: Das Internet zwischen egalitärer Beteiligung und ökonomischer Macht. Campus Verlag, Frankfurt am Main 2009, S. 99–127.

### Interviews
- Interview mit Andreas Jungherr über Diskurse in Online-Umgebungen, Digitale Medien und Falschinformation auf YouTube (englisch, 1:09:37 min)
- Interview mit Andreas Jungherr über Social Media & Daten in der Politik (deutsch, 43:27 min)
- Interview mit Andreas Jungherr zu seinem Buch Retooling Politics (englisch, 47:35 min)